# Бережная (Орловское сельское поселение)
Бережная — деревня в Устьянском районе Архангельской области.

## География
Находится в южной части Архангельской области на расстоянии приблизительно 24 км на восток-северо-восток по прямой от административного центра района поселка Октябрьский на правом берегу реки Устья.

## История
В 1939 году деревня отмечалась в Орловском сельсовете Устьянского района. До 2022 года деревня входила в Орловское сельское поселение.

## Население
Численность населения: 25 человек (русские 96 %) в 2002 году, 20 в 2010.